# Duralex
Duralex is een Franse fabrikant van gehard glas, tafelgerei en keukengerei, gevestigd in La Chapelle-Saint-Mesmin. Met behulp van een techniek die in de jaren dertig door Saint-Gobain is ontwikkeld, wordt het afgewerkte gegoten glas verwarmd tot 600 graden Celsius, daarna zeer snel afgekoeld, waardoor het twee keer zo slagvast is als normaal glas.
Het Picardieglas en het Gigogneglas zijn twee van de bekendste producten van het bedrijf. De merknaam is ontleend aan het Latijnse motto "Dura lex, sed lex" ("De wet is hard, maar het is de wet"). In januari 2021 werd Duralex overgenomen door International Cookware group, de producent van het rivaliserende merk Pyrex. Vanaf 1 november 2022 zou de fabriek maanden worden stilgelegd in verband met de energiecrisis.

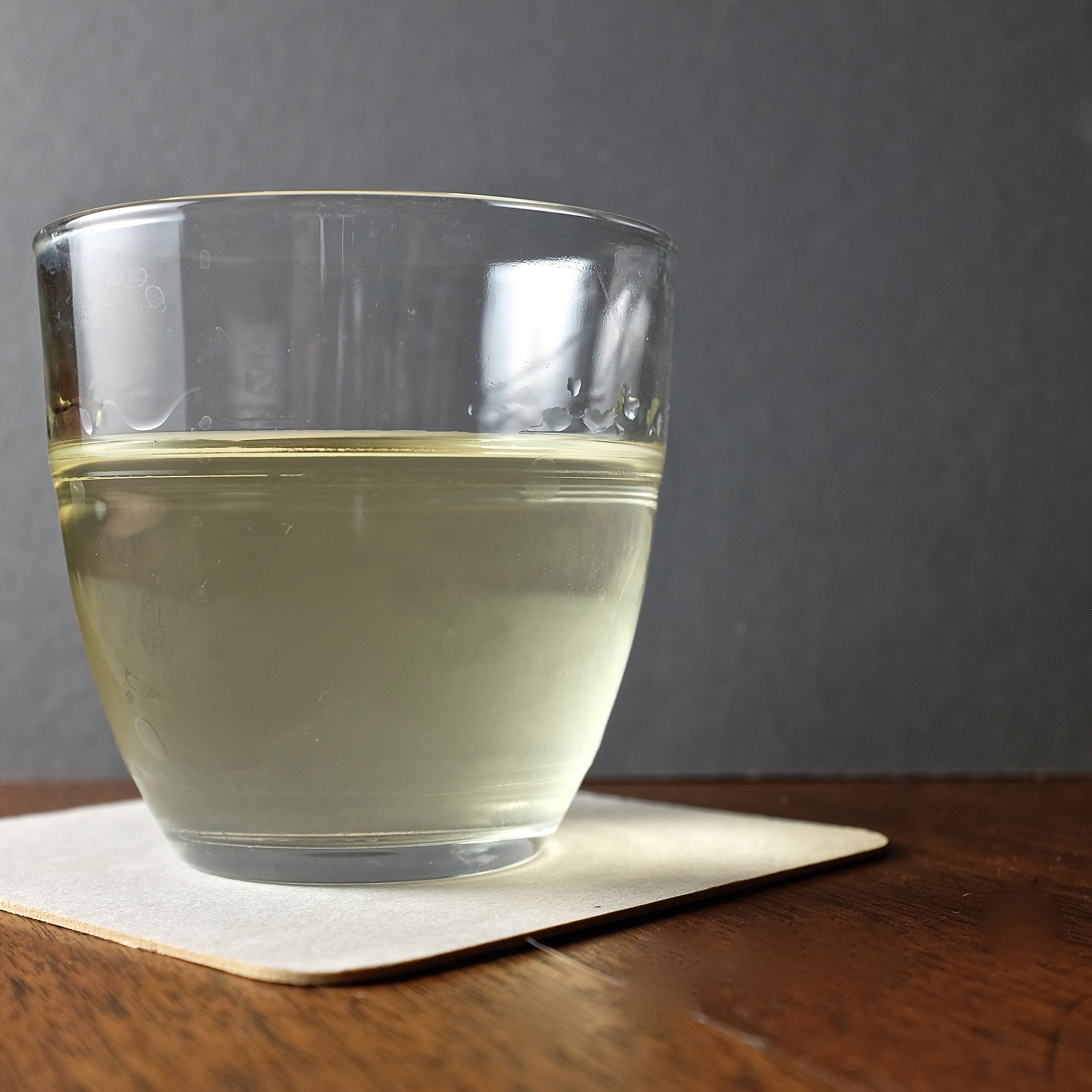
Gigogneglas